# Zwaluwstaartkolibrie
De zwaluwstaartkolibrie (Eupetomena macroura) is een vogel uit de familie Trochilidae (kolibries).

## Verspreiding en leefgebied
Deze soort komt voor in noordoostelijk, oostelijk en centraal Zuid-Amerika en telt vijf ondersoorten:
- E. m. macroura: de Guiana's, noordelijk, centraal en zuidoostelijk Brazilië en Paraguay.
- E. m. simoni: noordoostelijk Brazilië.
- E. m. cyanoviridis: zuidoostelijk Brazilië.
- E. m. hirundo: oostelijk Peru.
- E. m. boliviana: noordwestelijk Bolivia.